# Denise Liz Tshiteya
 (janvier 2016).
Si vous disposez d'ouvrages ou d'articles de référence ou si vous connaissez des sites web de qualité traitant du thème abordé ici, merci de compléter l'article en donnant les références utiles à sa vérifiabilité et en les liant à la section « Notes et références ».
Denise Liz Tshiteya est une auteur-compositrice-interprète de musique gospel, née en République démocratique du Congo et ayant grandi en Belgique. 

## Biographie
Épouse du pasteur Jean T. Tshiteya de l'église la Nouvelle Jérusalem de Liège, elle est mère de quatre enfants dont deux filles et deux garçons. 
Elle a commencé son ministère musical au sein de l’église la nouvelle Jérusalem de Bruxelles lorsqu'elle n'était encore qu'une étudiante ; elle fut l'une de fondatrice de la Chorale Espérance. Après son mariage, elle s'est installée à Liège avec son mari et a continué son ministère musical notamment en s'occupant de la chorale et du département de musique.
En 2000, elle sort son premier album intitulé Merci, une auto production avec la participation de quelques membres de son église, de son fils ainé ainsi que de son mari. Après cela, elle se consacra entièrement au ministère de musique de son église en dispensant des cours de musique pour former des choristes et musiciens.
C'est alors, qu'en 2005, elle produit avec sa choral NJL Gospel un album intitulé Glory Alleluia. Dotés d'un style très varié, celui-ci comprend des reprises de classique gospel, des morceaux en français et en langues africaines. En 2009, elle publie son deuxième album solo Espère dont elle est l'auteur-compositrice.
L'année 2012 est marquée par la sortie de son troisième album solo en Anglais Everything is Possible. Produit au départ par elle-même, par la suite elle signe un accord de distribution aux USA et Canada avec le label TMG.

## Télévision
En août et  novembre 2012, elle  participe l'émission de télé réalité Women Pastor ladies in the Pulpit produite par Women of ruth à Dallas et en Floride.

## Discographie
Elle a réalisé trois albums :
- Merci
- Espère, 2009, NJL Production
- Everything is Possible, 2012, label TMG